# 登云路
登云路是杭州市拱墅区的一条道路，东起上塘路，南至余杭塘路，全长4.2公里。道路因古登云桥得名。

## 相交道路
↑东接绍兴路
- 上塘路
- 南：彩云路
- 南：金华南路；北：金华路
- 小河路
- 南：和源巷，北：后横港路
- 通益路
- 和睦路（辅路）
- 南：赵伍路；北：赵伍北路[2]
- 莫干山路
- 永固巷
- 学院北路
- 北：闲庭巷
- 东：正德里街；西：丰登街
- 西：拱苑路
- 东：隐秀路；西：棠子桥路
- 余杭塘路

↓南接古翠路